# Wirtschaft im Mittelalter
Die Wirtschaft im europäischen Mittelalter war strukturell vom System des Lehnswesens und der Grundherrschaft (Feudalismus) geprägt. Sie wurde vom primären Sektor (Landwirtschaft) dominiert und war wesentlich auf Produktionsformen des Eigenbedarfs oder für die Region ausgerichtet (Subsistenzwirtschaft). 90 Prozent der Bevölkerung lebte auf dem Land und waren somit in der Agrarwirtschaft tätig. Handel und gewerbliche Produktion spielten insgesamt eine untergeordnete Rolle. Sie fanden vor allem ab dem Hochmittelalter in den Städten und zwischen den städtischen Gesellschaften statt. Die Menschen waren über ihre Familienherkunft fest in grundherrschaftliche Beziehungen eingebunden, die als „Herrschafts-, Betriebs- und Lebensformen bis in die Frühe Neuzeit ein wesentliches Element der Grundstrukturen Alteuropas bildeten.“
Die grundlegenden Wirtschaftsformen des Mittelalters erfuhren also im gesamten Zeitraum vom Frühmittelalter bis weit über das Ende des Mittelalters (15. Jahrhundert) hinaus keine grundlegende Veränderung. Mit der Entdeckung Amerikas sowie der Erschließung der Seewege nach Indien und der damit einhergehenden Einbindung der Überseegebiete in die europäische Wirtschaft endete das Mittelalter im engeren Sinne. Aber erst gegen Ende der Frühen Neuzeit – im Übergang vom 18. ins 19. Jahrhundert – und mit der einsetzenden Industrialisierung veränderten sich Basis und Rahmenbedingungen der europäischen Wirtschaftsformen grundlegend.

## Die Wirtschaft auf dem Lande
Die landwirtschaftlich geprägten Gegenden machten im Mittelalter einen Großteil Europas aus. Da es in diesen Gebieten eine sehr schlechte Infrastruktur gab, begrenzte sich der wirtschaftliche Horizont eines einfachen Bauern auf seinen Hof, das Dorf, manchmal auch die nächste Stadt. Der Bauernhof bildete hierbei oft einen Selbstversorgerhof, auf dem die Familie fast alle Dinge des täglichen Gebrauchs selbst herstellte. So wurde Getreide (Roggen, Weizen, Hafer usw.) angebaut, aus dem Brot gebacken wurde, und Vieh (Rinder, Schweine, Schafe, Geflügel usw.) gehalten, von denen man Fleisch und Kleidung bezog. Fiel die Ernte in einem Jahr schlecht- oder gar vollständig aus, wurden die Tiere im November auf dem Hof geschlachtet. Diesen Monat nannte man auch den blutigen Monat.
Da die Landbevölkerung neben der Arbeit auf dem eigenen Hof auch noch dem Grundherrn Frondienste leisten musste und der Kirche einen Zehnt zahlen musste, konnten die meisten Bauern gerade so das Überleben ihrer eigenen Familie sichern und nur wenig auf dem städtischen Markt verkaufen. Die Preise waren von unterschiedlichen Faktoren abhängig, ebenso wie die Löhne.
Neben den Bauern gab es auf dem Land auch wenige Handwerker, die jedoch gewöhnlich auch nur für ihr eigenes Dorf, bzw. den Grundherrn arbeiteten.

## Die städtische Wirtschaft
Die Städte deckten den sekundären und tertiären Sektor ab. Hier lebten Handwerker und Dienstleister wie Prostituierte, Bader, Stadtbüttel, Händler usw.
Die Handwerker waren meistens in Zünften (bzw. Gilden) organisiert. Da diese meistens die Preise, die Absatzmengen, die Qualität, die Angestelltenzahl und die Anzahl der Betriebe regulierte, hatte ein Handwerker in der Stadt wenig Möglichkeiten, durch eigene Anstrengungen zu expandieren. Die Produkte wurden vom Handwerker auf dem Markt verkauft. Durch die Zünfte hatten die Handwerker in den Städten daher ein relativ gut geregeltes Einkommen, das ihnen ihr Auskommen ermöglichte.
In den Städten entwickelte sich auch der Handel im Mittelalter zu einem wichtigen Standbein der städtischen Wirtschaft. Es entstanden große Handelsgesellschaften (z. B. die Fugger, die Hanse), die in ganz Europa mit allen möglichen Gütern handelten. Je seltener ein Gut war, desto weiter wurde es ex- und importiert und desto reicher machte es die Händler, die es transportierten. Von diesem Gewinn profitierten auch die Städte, die derartige Güter mit hohen Zöllen belegten. Allerdings gab es auch kleinere Händler, deren Käuferkreis sich auf die Nachbarstadt bezog.
Sonstige Dienstleister des Mittelalters waren häufig wenig angesehen und verdienten oft nicht übermäßig. Trotzdem gab es in vielen Städten Badehäuser, Prostituierte, Geldverleiher (meistens Juden), Fuhrunternehmen und so weiter.
Darüber hinaus waren viele Bürger Ackerbürger. Das heißt, sie hatten vor der Stadt ein kleines Feld, das zu ihrem Lebensunterhalt diente.
- siehe auch: Frauen in der mittelalterlichen Bauwirtschaft

## Hochmittelalterliche Wachstumsphase
Im Hochmittelalter kam es zu einer anhaltenden wirtschaftlichen Blütephase. Ausgangspunkt und Kern war ein Aufschwung in der Landwirtschaft, die Überschüsse der Landwirtschaft bildeten die Basis für einen Aufschwung der Städte und ihrer Wirtschaft im Handwerk und im Handel. Im 12. Jahrhundert konnte so eine Vielzahl neuer Markt- und Zollstellen gegründet werden. Im Ost- und Nordseeraum sowie im norddeutsch-skandinavischen Raum entstand in dieser Zeit die Hanse als Gemeinschaft von Fernkaufleuten. Ab Ende des 13. Jahrhunderts endete diese Blütephase. Spätestens mit der großen Pestepidemie 1347–53 und den damit einhergehenden riesigen Bevölkerungsverlusten in weiten Teilen Europas wurde eine anhaltende wirtschaftliche Krise eingeleitet.

## Weiterführende Literatur
- Hans-Jörg Gilomen: Wirtschaftsgeschichte des Mittelalters, C.H.Beck, München 2014
- Friedrich-Wilhelm Henning: Deutsche Agrargeschichte des Mittelalters. 9. bis 15. Jahrhundert, Ulmer, Stuttgart 1994, ISBN 3-8001-3092-0.